# Šef
Šef je priimek več znanih Slovencev:
- Alojzij Šef (1912 - 1997), (športni) zdravnik, športnik in specialist športne medicine
- Andraž (Alojzij) Šef, učitelj v 1. polovici 18. stoletja
- Andrej Šef (1849 - ?), trgovec
- Blaž Šef, igralec
- Boris Šef (1963 - 2024), kinolog
- Ida Šef (s. Blandina) (*1934), redovnica uršulinka, karitativna delavka
- Marjan Šef (1932 - 2015), zdravnik, duhovnik, jezuit